# M-Sport

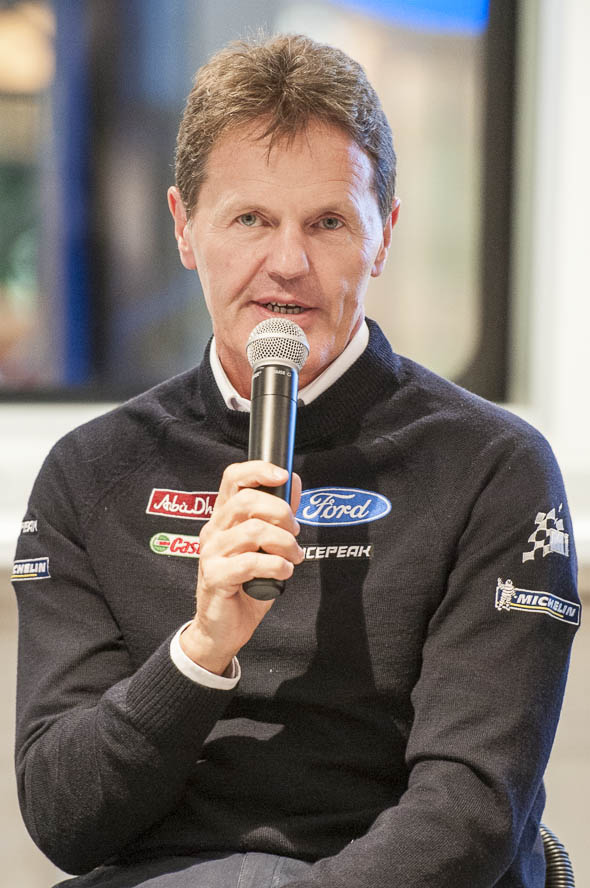
Malcom Wilson (2011)

Das M-Sport World Rally Team ist Teil der M-Sport Ltd. Früher war das Rallye Team auch als Qatar M-Sport World Rally Team, M-Sport Ford World Rally Team und Stobart M-Sport Ford Rally Team bekannt. Das Unternehmen wird von Malcolm Wilson geleitet.

## Geschichte
Nachdem sich das Ford-Werksteam 2012 aus der Rallye-Weltmeisterschaft (WRC) zurückzog, ist Ford mit M-Sport aus Großbritannien in der Rennserie vertreten. M-Sport wird von Ex-Rallye-Fahrer Malcolm Wilson (früher auch Malcom Wilson Motorsport) geleitet und wurde im Jahr 1997 von Ford dazu bewogen, am Rallye-Projekt des Herstellers mitzuwirken. In den folgenden 14 Jahren feierte man beachtliche Erfolge und gewann zwei Mal den Hersteller-Titel in den Jahren 2006 und 2007. Damals allerdings noch als Werksteam von Ford und mit dem Ford Focus RS WRC.

## Der Gründer

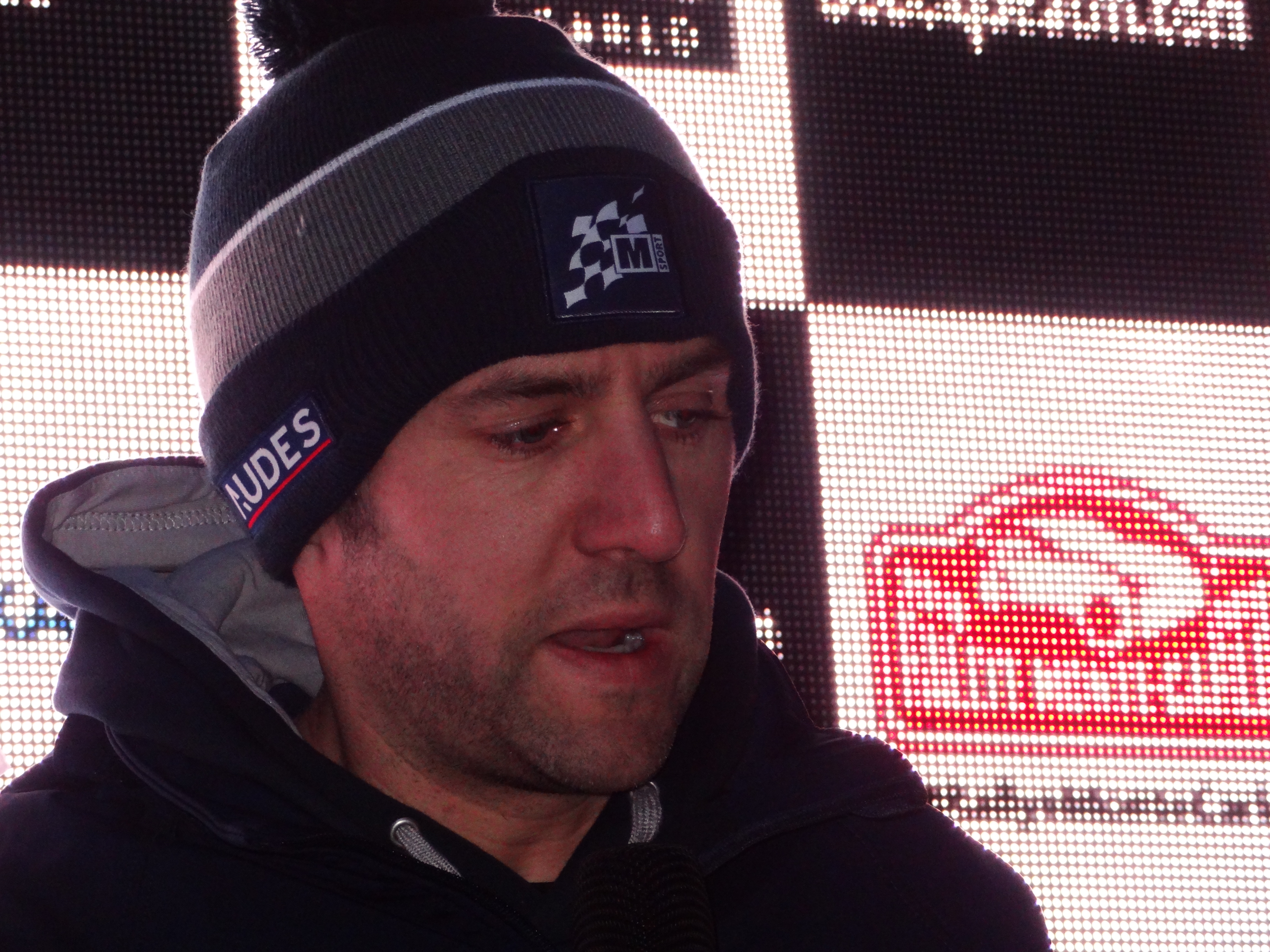
Der Brite Richard Millener, Teamchef von M-Sport WRT.

Malcolm Wilson verfügt über mehr als 30 Jahre Erfahrung im Rallyesport auf höchster Stufe, ein Großteil davon mit Hauptpartner Ford. Als Fahrer gewann er in den späten 1970er Jahren zwei nationale Titel. Die British Rally Championship gewann Wilson im Jahr 1994 am Steuer eines Ford Escort. Er fuhr für drei Werksteams in der Rallye-Weltmeisterschaft und verbrachte mehrere Jahre bei Ford als Testfahrer. Unter seiner Leitung hat sich M-Sport zu einem der weltweit führenden Rallye-Privatteams mit einer Reihe von nationalen und internationalen Titeln etabliert. Wilson hatte die Verantwortung für die WRC-Aktivitäten und entwickelte die Rallye-Fahrzeuge. Im Jahr 2019 trat Wilson als Teamchef des World Rally Teams zurück um sich mehr um die kommerziellen Dinge der Firma M-Sport Ltd. zu kümmern.

## Neuer Teamchef
Seit 2019 ist Richard Millener Teamchef des M-Sport World Rally Teams. Er übernahm den Posten vom Team-Gründer Malcolm Wilson, der sich mehr den kommerziellen Geschicken von M-Sport widmet in Zukunft. Millener arbeitete bereits seit 2007 im Kundenbereich von M-Sport.

## Rallye-Weltmeisterschaft (WRC)

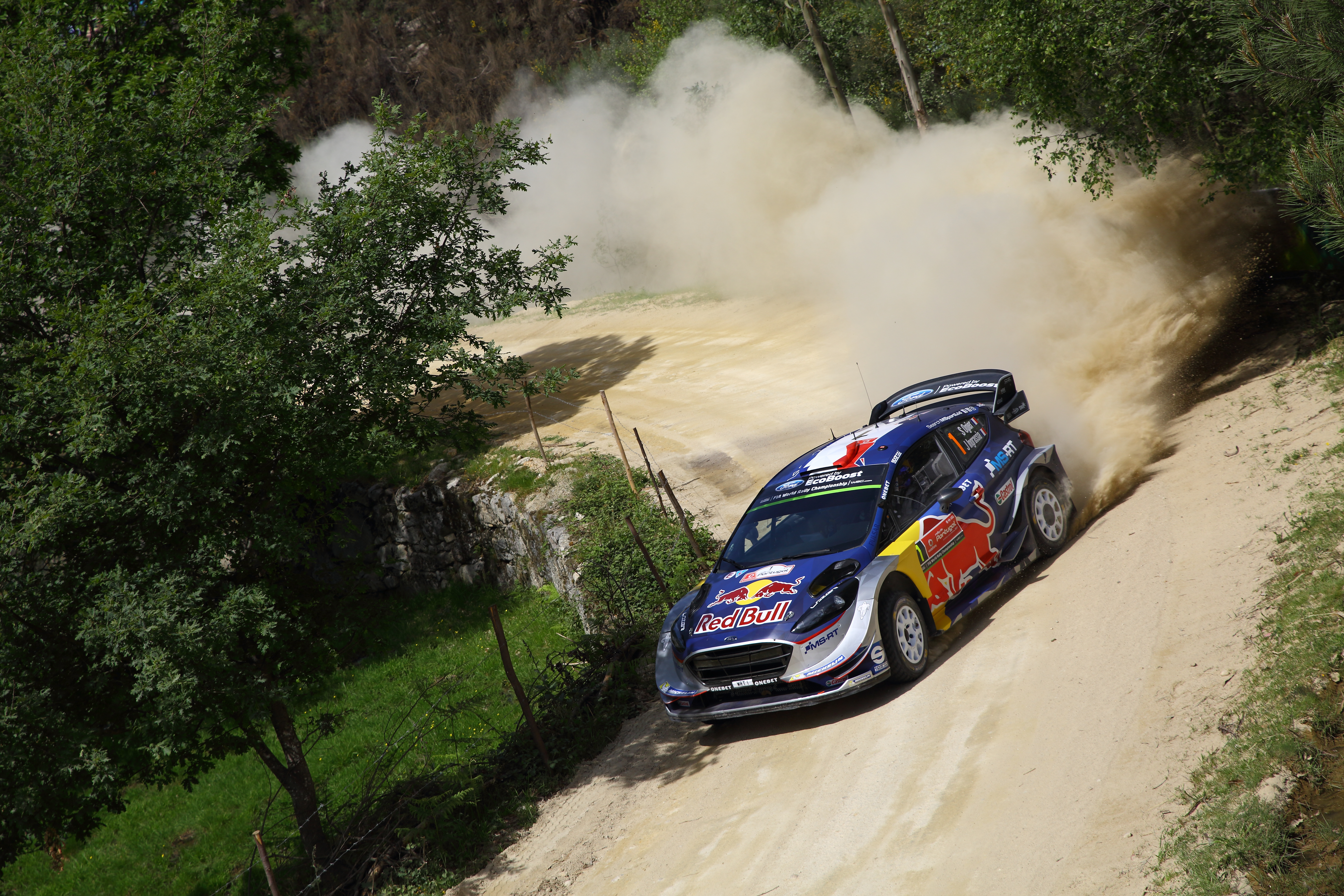
Ford Fiesta RS WRC 2017

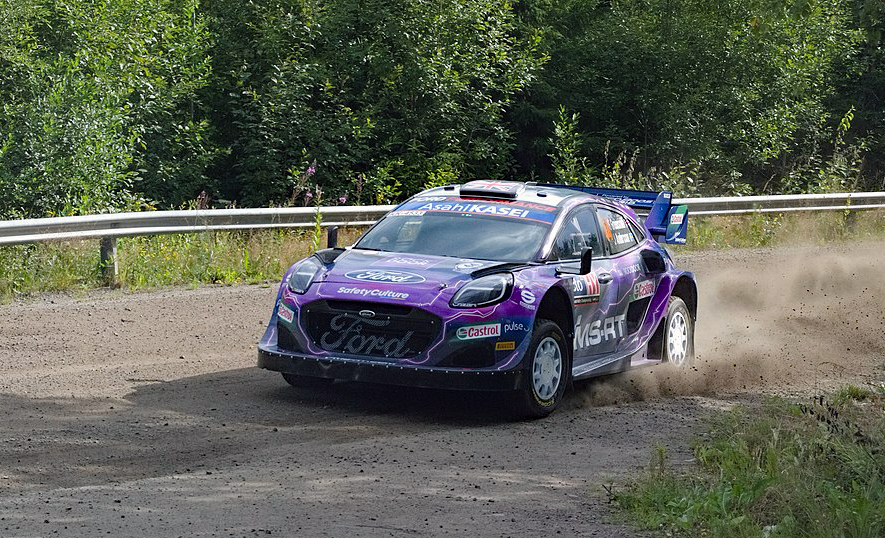
Ford Puma Rally1 2022

Abgesehen vom eigenen Team stellt M-Sport den Ford Fiesta RS WRC auch für Privat-Teams zur Verfügung. Deshalb taucht der Fiesta RS auch öfters in den Meldelisten auf. Für andere Rallye Klassen werden die Modelle Fiesta RRC (WRC2), Fiesta R5 (WRC2), Fiesta S2000 (WRC2 und WRC3), und der Fiesta R1 und R2 (nationale Meisterschaften) hergestellt und verkauft. Vom Modell Fiesta R5 hat M-Sport bis ins Jahr 2015 über 100 Exemplare verkauft. Nach dem Ausstieg von Ford als Werksteam 2012 war das Jahr 2013 trotzdem ein erfolgreiches für M-Sport. Thierry Neuville fuhr auf den zweiten Rang in der Fahrer-Weltmeisterschaft. Das Fahrerduo für 2015 wurde aus Elfyn Evans und, nach dem Rücktritt von Mikko Hirvonen Ende der Saison 2014, Ott Tänak gebildet. In den Jahren 2017 und 2018 gewann Sébastien Ogier zwei Fahrer-Weltmeisterschaften mit dem Fiesta RS WRC. Dazu gewann M-Sport 2017 auch die Hersteller-WM. Ab der Saison 2022 führte die FIA das Rally1-Reglement ein, dieses schreibt neu Fahrzeuge mit Hybridantrieb vor. M-Sport wechselte gleichzeitig das Model vom Ford Fiesta RS WRC zum Ford Puma Rally1.

## Nachwuchs-Serien
Das Unternehmen hat die Nachwuchsserien Fiesta Sporting Trophy Rally (FST) und die Fiesta Sporting Trophy International (FSTi) gegründet. Die Ford Fiesta Sport Trophy ist ein Markenpokal, der darauf abzielt, ein wirtschaftliches und gut reguliertes, einheitliches und unterhaltsames Produkt für die Teilnehmer zur Verfügung zu stellen. Derzeit gibt es neun nationale Meisterschaften des FST in Belgien, Finnland, Lettland, Neuseeland, Polen, Schweden, Spanien, der Türkei und Russland. Bereits wurden 280 Ford Fiesta R2 in 27 Ländern verkauft. Das Konzept genießt weltweite Anerkennung für Leistung und Haltbarkeit des Ford Fiesta und ist vor allem für junge und aufstrebende Rallyesportler ideal um den Rallyesport zu lernen. Aus den nationalen Meisterschaften heraus werden jungen Talente begleitet von M-Sport bis hin zur FIA-Junior World Rally Championship (JWRC).

## Andere Rennwagen
M-Sport wurde von Bentley mit der Vorbereitung des Bentley Continental GT3 für die Blancpain Endurance Series und der britischen GT-Meisterschaft im Jahr 2014 betreut.

## Sitz in Cumbria (England)
Das M-Sport-Gelände Dovenby Hall setzt Maßstäbe im Rallyesport. Kaum ein Rallye-Team kann ein Haus mit 115 Hektar großen Grünzonen und modernste technische Anlagen in den Werkhallen für sich beanspruchen. In der Landschaft von Cumbria steht die restaurierte Dovenby Hall, ein denkmalgeschütztes Gebäude von besonderer historischer Bedeutung, ein Kontrast wurde gefunden zwischen Moderne und der Historie.